# Tour de Pologne 2012
La 69e édition du Tour de Pologne a eu lieu du 10 au 16 juillet 2012. Il s'agit de la 19e épreuve de l'UCI World Tour 2012. En effet l'Union cycliste internationale (UCI) a décidé en septembre 2011, qu'en raison du déroulement des Jeux olympiques à partir du 27 juillet, cette épreuve se déroulerait en juillet et non début août comme les éditions de 2009 à 2011. Cela a notamment pour conséquence qu'il se déroule en même temps que le Tour de France.
La course est remportée par l'Italien Moreno Moser (Liquigas-Cannondale), après avoir remporté les 1re et 6e étapes. Il devance le Polonais Michał Kwiatkowski (Omega Pharma-Quick Step) et le Colombien Sergio Henao (Sky).
Concernant les classements annexes, le Britannique Ben Swift (Sky), lauréat de deux étapes, remporte celui par points, le Polonais Adrian Kurek (Utensilnord Named) celui des sprints intermédiaires tandis que son compatriote Tomasz Marczyński (Vacansoleil-DCM) gagne celui de la montagne. L'équipe britannique Sky, avec deux coureurs dans les dix premiers du général, s'adjuge le classement par équipes.

## Présentation

### Équipes
Le Tour de Pologne fait partie du calendrier UCI World Tour. Les dix-huit « UCI ProTeams » sont donc tenues d'y participer. Des équipes continentales professionnelles peuvent participer sur invitation. Enfin, le Tour de Pologne étant une des « épreuves jugées d’importance stratégique pour le développement du cyclisme », une équipe nationale polonaise peut également être inscrite.
L'organisateur a d'abord communiqué une liste de quatre équipes invitées le 28 février 2012 avant de dévoiler les 3 autres lors de la présentation de l'épreuve le 25 avril 2012,. 25 équipes participent à ce Tour de Pologne - 18 ProTeams, 6 équipes continentales professionnelles et 1 équipe nationale polonaise :
| Nom de l'équipe         | Pays        | Code |
| ----------------------- | ----------- | ---- |
| AG2R La Mondiale        | France      | ALM  |
| Astana                  | Kazakhstan  | AST  |
| BMC Racing              | États-Unis  | BMC  |
| Euskaltel-Euskadi       | Espagne     | EUS  |
| FDJ-BigMat              | France      | FDJ  |
| Garmin-Sharp            | États-Unis  | GRS  |
| Katusha                 | Russie      | KAT  |
| Lampre-ISD              | Italie      | LAM  |
| Liquigas-Cannondale     | Italie      | LIQ  |
| Lotto-Belisol           | Belgique    | LTB  |
| Movistar                | Espagne     | MOV  |
| Omega Pharma-Quick Step | Belgique    | OPQ  |
| Orica-GreenEDGE         | Australie   | OGE  |
| Rabobank                | Pays-Bas    | RAB  |
| RadioShack-Nissan       | Luxembourg  | RNT  |
| Saxo Bank-Tinkoff Bank  | Danemark    | STB  |
| Sky                     | Royaume-Uni | SKY  |
| Vacansoleil-DCM         | Pays-Bas    | VCD  |

| Nom de l'équipe             | Pays        | Code |
| --------------------------- | ----------- | ---- |
| Argos-Shimano               | Pays-Bas    | ARG  |
| Caja Rural                  | Espagne     | CJR  |
| Colnago-CSF Inox            | Irlande     | COG  |
| Farnese Vini-Selle Italia   | Royaume-Uni | FAR  |
| Équipe nationale de Pologne | Pologne     | POL  |
| Type 1-Sanofi               | États-Unis  | TT1  |
| Utensilnord Named           | Irlande     | UNA  |

## Étapes
| Étape     | Date       | Villes étapes                                              |  | Distance (km) | Vainqueur d’étape | Leader du classement général |
| --------- | ---------- | ---------------------------------------------------------- |  | ------------- | ----------------- | ---------------------------- |
| 1re étape | 10 juillet | Karpacz - Jelenia Góra                                     |  | 179,5         | Moreno Moser      | Moreno Moser                 |
| 2e étape  | 11 juillet | Wałbrzych - Opole                                          |  | 239,4         | Ben Swift         | Moreno Moser                 |
| 3e étape  | 12 juillet | Kędzierzyn-Koźle - Cieszyn                                 |  | 201,7         | Zdeněk Štybar     | Moreno Moser                 |
| 4e étape  | 13 juillet | Będzin - Katowice                                          |  | 127,8         | Aidis Kruopis     | Michał Kwiatkowski           |
| 5e étape  | 14 juillet | Rabka-Zdrój - Zakopane                                     |  | 163,1         | Ben Swift         | Michał Kwiatkowski           |
| 6e étape  | 15 juillet | Bukowina Tatrzańska (Terma Bukovina) - Bukowina Tatrzańska |  | 191,8         | Moreno Moser      | Moreno Moser                 |
| 7e étape  | 16 juillet | Cracovie - Cracovie                                        |  | 131,4         | John Degenkolb    | Moreno Moser                 |

## Déroulement de la course

### 1reétape
|    | Coureur                  | Équipe                  |    | Temps           |
| -- | ------------------------ | ----------------------- | -- | --------------- |
| 1  | Moreno Moser (ITA)       | Liquigas-Cannondale     | en | 4 h 32 min 53 s |
| 2  | Michał Kwiatkowski (POL) | Omega Pharma-Quick Step | +  | m.t             |
| 3  | Lars Boom (NED)          | Rabobank                |    | m.t             |
| 4  | Fabian Wegmann (GER)     | Garmin-Sharp            |    | m.t             |
| 5  | Manuele Mori (ITA)       | Lampre-ISD              |    | m.t             |
| 6  | Jan Bakelants (BEL)      | RadioShack-Nissan       |    | m.t             |
| 7  | Giovanni Visconti (ITA)  | Movistar                |    | m.t             |
| 8  | Matti Breschel (DEN)     | Rabobank                |    | m.t             |
| 9  | Michał Gołaś (POL)       | Omega Pharma-Quick Step |    | m.t             |
| 10 | Martin Elmiger (SUI)     | AG2R La Mondiale        |    | m.t             |

|    | Coureur                  | Équipe                  |    | Temps           |
| -- | ------------------------ | ----------------------- | -- | --------------- |
| 1  | Moreno Moser (ITA)       | Liquigas-Cannondale     | en | 4 h 32 min 43 s |
| 2  | Michał Kwiatkowski (POL) | Omega Pharma-Quick Step | +  | 4 s             |
| 3  | Lars Boom (NED)          | Rabobank                |    | 6 s             |
| 4  | Fabian Wegmann (GER)     | Garmin-Sharp            |    | 10 s            |
| 5  | Manuele Mori (ITA)       | Lampre-ISD              |    | 10 s            |
| 6  | Jan Bakelants (BEL)      | RadioShack-Nissan       |    | 10 s            |
| 7  | Giovanni Visconti (ITA)  | Movistar                |    | 10 s            |
| 8  | Matti Breschel (DEN)     | Rabobank                |    | 10 s            |
| 9  | Michał Gołaś (POL)       | Omega Pharma-Quick Step |    | 10 s            |
| 10 | Martin Elmiger (SUI)     | AG2R La Mondiale        |    | 10 s            |

### 2eétape
|    | Coureur                     | Équipe                  |    | Temps           |
| -- | --------------------------- | ----------------------- | -- | --------------- |
| 1  | Ben Swift (GBR)             | Sky                     | en | 5 h 49 min 57 s |
| 2  | Elia Viviani (ITA)          | Liquigas-Cannondale     | +  | m.t             |
| 3  | Tom Boonen (BEL)            | Omega Pharma-Quick Step |    | m.t             |
| 4  | John Degenkolb (GER)        | Argos-Shimano           |    | m.t             |
| 5  | Sacha Modolo (ITA)          | Colnago-CSF Inox        |    | m.t             |
| 6  | Daniele Bennati (ITA)       | RadioShack-Nissan       |    | m.t             |
| 7  | Theo Bos (NED)              | Rabobank                |    | m.t             |
| 8  | Manuel Belletti (ITA)       | AG2R La Mondiale        |    | m.t             |
| 9  | Linus Gerdemann (GER)       | RadioShack-Nissan       |    | m.t             |
| 10 | Alexander Serebryakov (RUS) | Type 1-Sanofi           |    | m.t             |

|    | Coureur                  | Équipe                  |    | Temps            |
| -- | ------------------------ | ----------------------- | -- | ---------------- |
| 1  | Moreno Moser (ITA)       | Liquigas-Cannondale     | en | 10 h 22 min 40 s |
| 2  | Michał Kwiatkowski (POL) | Omega Pharma-Quick Step | +  | 4 s              |
| 3  | Lars Boom (NED)          | Rabobank                |    | 6 s              |
| 4  | Fabian Wegmann (GER)     | Garmin-Sharp            |    | 10 s             |
| 5  | Linus Gerdemann (GER)    | RadioShack-Nissan       |    | 10 s             |
| 6  | Manuele Mori (ITA)       | Lampre-ISD              |    | 10 s             |
| 7  | Sergio Henao (COL)       | Sky                     |    | 10 s             |
| 8  | Michał Gołaś (POL)       | Omega Pharma-Quick Step |    | 10 s             |
| 9  | Giovanni Visconti (ITA)  | Movistar                |    | 10 s             |
| 10 | Romain Bardet (FRA)      | AG2R La Mondiale        |    | 10 s             |

### 3eétape
|    | Coureur                  | Équipe                      |    | Temps           |
| -- | ------------------------ | --------------------------- | -- | --------------- |
| 1  | Zdeněk Štybar (CZE)      | Omega Pharma-Quick Step     | en | 5 h 01 min 51 s |
| 2  | Francesco Gavazzi (ITA)  | Astana                      | +  | m.t             |
| 3  | Sacha Modolo (ITA)       | Colnago-CSF Inox            |    | m.t             |
| 4  | Michał Kwiatkowski (POL) | Omega Pharma-Quick Step     |    | m.t             |
| 5  | Moreno Moser (ITA)       | Liquigas-Cannondale         |    | m.t             |
| 6  | Rinaldo Nocentini (ITA)  | AG2R La Mondiale            |    | m.t             |
| 7  | Marek Rutkiewicz (POL)   | Équipe nationale de Pologne |    | m.t             |
| 8  | Lars Boom (NED)          | Rabobank                    |    | m.t             |
| 9  | Sergio Henao (COL)       | Sky                         |    | m.t             |
| 10 | Björn Leukemans (BEL)    | Vacansoleil-DCM             |    | m.t             |

|    | Coureur                  | Équipe                  |    | Temps            |
| -- | ------------------------ | ----------------------- | -- | ---------------- |
| 1  | Moreno Moser (ITA)       | Liquigas-Cannondale     | en | 15 h 24 min 31 s |
| 2  | Michał Kwiatkowski (POL) | Omega Pharma-Quick Step | +  | 1 s              |
| 3  | Lars Boom (NED)          | Rabobank                |    | 6 s              |
| 4  | Fabian Wegmann (GER)     | Garmin-Sharp            |    | 7 s              |
| 5  | Linus Gerdemann (GER)    | RadioShack-Nissan       |    | 9 s              |
| 6  | Sergio Henao (COL)       | Sky                     |    | 10 s             |
| 7  | Manuele Mori (ITA)       | Lampre-ISD              |    | 10 s             |
| 8  | Michał Gołaś (POL)       | Omega Pharma-Quick Step |    | 10 s             |
| 9  | Rinaldo Nocentini (ITA)  | AG2R La Mondiale        |    | 10 s             |
| 10 | Alexandr Kolobnev (RUS)  | Katusha                 |    | 10 s             |

### 4eétape
|    | Coureur                     | Équipe                 |    | Temps           |
| -- | --------------------------- | ---------------------- | -- | --------------- |
| 1  | Aidis Kruopis (LTU)         | Orica-GreenEDGE        | en | 2 h 43 min 04 s |
| 2  | Ben Swift (GBR)             | Sky                    | +  | m.t             |
| 3  | Theo Bos (NED)              | Rabobank               |    | m.t             |
| 4  | Daniele Bennati (ITA)       | RadioShack-Nissan      |    | m.t             |
| 5  | Alexander Porsev (RUS)      | Katusha                |    | m.t             |
| 6  | Jacopo Guarnieri (ITA)      | Astana                 |    | m.t             |
| 7  | Heinrich Haussler (AUS)     | Garmin-Sharp           |    | m.t             |
| 8  | Alexander Kristoff (NOR)    | Katusha                |    | m.t             |
| 9  | Mathew Hayman (AUS)         | Sky                    |    | m.t             |
| 10 | Lucas Sebastián Haedo (ARG) | Saxo Bank-Tinkoff Bank |    | m.t             |

|    | Coureur                  | Équipe                  |    | Temps            |
| -- | ------------------------ | ----------------------- | -- | ---------------- |
| 1  | Michał Kwiatkowski (POL) | Omega Pharma-Quick Step | en | 18 h 07 min 33 s |
| 2  | Moreno Moser (ITA)       | Liquigas-Cannondale     | +  | 2 s              |
| 3  | Fabian Wegmann (GER)     | Garmin-Sharp            |    | 8 s              |
| 4  | Lars Boom (NED)          | Rabobank                |    | 8 s              |
| 5  | Linus Gerdemann (GER)    | RadioShack-Nissan       |    | 11 s             |
| 6  | Manuele Mori (ITA)       | Lampre-ISD              |    | 12 s             |
| 7  | Rinaldo Nocentini (ITA)  | AG2R La Mondiale        |    | 12 s             |
| 8  | Alexandr Kolobnev (RUS)  | Katusha                 |    | 12 s             |
| 9  | Mathias Frank (SUI)      | BMC Racing              |    | 12 s             |
| 10 | Michał Gołaś (POL)       | Omega Pharma-Quick Step |    | 12 s             |

### 5eétape
|    | Coureur                  | Équipe                    |    | Temps           |
| -- | ------------------------ | ------------------------- | -- | --------------- |
| 1  | Ben Swift (GBR)          | Sky                       | en | 4 h 01 min 22 s |
| 2  | Elia Viviani (ITA)       | Liquigas-Cannondale       | +  | m.t             |
| 3  | Pim Ligthart (NED)       | Vacansoleil-DCM           |    | m.t             |
| 4  | Giovanni Visconti (ITA)  | Movistar                  |    | m.t             |
| 5  | Michael Matthews (AUS)   | Rabobank                  |    | m.t             |
| 6  | Michał Kwiatkowski (POL) | Omega Pharma-Quick Step   |    | m.t             |
| 7  | Pierpaolo De Negri (ITA) | Farnese Vini-Selle Italia |    | m.t             |
| 8  | Jack Bauer (NZL)         | Garmin-Sharp              |    | m.t             |
| 9  | Sergio Henao (COL)       | Sky                       |    | m.t             |
| 10 | Jure Kocjan (SLO)        | Type 1-Sanofi             |    | m.t             |

|    | Coureur                  | Équipe                  |    | Temps            |
| -- | ------------------------ | ----------------------- | -- | ---------------- |
| 1  | Michał Kwiatkowski (POL) | Omega Pharma-Quick Step | en | 22 h 08 min 54 s |
| 2  | Moreno Moser (ITA)       | Liquigas-Cannondale     | +  | 1 s              |
| 3  | Lars Boom (NED)          | Rabobank                |    | 9 s              |
| 4  | Fabian Wegmann (GER)     | Garmin-Sharp            |    | 9 s              |
| 5  | Linus Gerdemann (GER)    | RadioShack-Nissan       |    | 13 s             |
| 6  | Manuele Mori (ITA)       | Lampre-ISD              |    | 13 s             |
| 7  | Rinaldo Nocentini (ITA)  | AG2R La Mondiale        |    | 13 s             |
| 8  | Alexandr Kolobnev (RUS)  | Katusha                 |    | 13 s             |
| 9  | Michał Gołaś (POL)       | Omega Pharma-Quick Step |    | 13 s             |
| 10 | Mathias Frank (SUI)      | BMC Racing              |    | 13 s             |

### 6eétape
|    | Coureur                  | Équipe                  |    | Temps           |
| -- | ------------------------ | ----------------------- | -- | --------------- |
| 1  | Moreno Moser (ITA)       | Liquigas-Cannondale     | en | 5 h 16 min 32 s |
| 2  | Sergio Henao (COL)       | Sky                     | +  | 0 s             |
| 3  | Michał Kwiatkowski (POL) | Omega Pharma-Quick Step |    | 0 s             |
| 4  | Greg Van Avermaet (BEL)  | BMC Racing              |    | 3 s             |
| 5  | Przemysław Niemiec (POL) | Lampre-ISD              |    | 3 s             |
| 6  | Alexandr Kolobnev (RUS)  | Katusha                 |    | 3 s             |
| 7  | Rinaldo Nocentini (ITA)  | AG2R La Mondiale        |    | 7 s             |
| 8  | Linus Gerdemann (GER)    | RadioShack-Nissan       |    | 7 s             |
| 9  | Ion Izagirre (ESP)       | Euskaltel-Euskadi       |    | 7 s             |
| 10 | Tiago Machado (POR)      | RadioShack-Nissan       |    | 7 s             |

|    | Coureur                  | Équipe                  |    | Temps            |
| -- | ------------------------ | ----------------------- | -- | ---------------- |
| 1  | Moreno Moser (ITA)       | Liquigas-Cannondale     | en | 27 h 25 min 17 s |
| 2  | Michał Kwiatkowski (POL) | Omega Pharma-Quick Step | +  | 5 s              |
| 3  | Sergio Henao (COL)       | Sky                     |    | 16 s             |
| 4  | Alexandr Kolobnev (RUS)  | Katusha                 |    | 25 s             |
| 5  | Linus Gerdemann (GER)    | RadioShack-Nissan       |    | 28 s             |
| 6  | Rinaldo Nocentini (ITA)  | AG2R La Mondiale        |    | 29 s             |
| 7  | Tiago Machado (POR)      | RadioShack-Nissan       |    | 29 s             |
| 8  | Ion Izagirre (ESP)       | Euskaltel-Euskadi       |    | 29 s             |
| 9  | Alexandre Geniez (FRA)   | Argos-Shimano           |    | 29 s             |
| 10 | Rigoberto Urán (COL)     | Sky                     |    | 29 s             |

### 7eétape
|    | Coureur                     | Équipe                 |    | Temps           |
| -- | --------------------------- | ---------------------- | -- | --------------- |
| 1  | John Degenkolb (GER)        | Argos-Shimano          | en | 2 h 50 min 32 s |
| 2  | Mathew Hayman (AUS)         | Sky                    | +  | m.t             |
| 3  | Ben Swift (GBR)             | Sky                    |    | m.t             |
| 4  | Jacopo Guarnieri (ITA)      | Astana                 |    | m.t             |
| 5  | Tosh Van der Sande (BEL)    | Lotto-Belisol          |    | m.t             |
| 6  | Theo Bos (NED)              | Rabobank               |    | m.t             |
| 7  | Aidis Kruopis (LTU)         | Orica-GreenEDGE        |    | m.t             |
| 8  | Filippo Fortin (ITA)        | Type 1-Sanofi          |    | m.t             |
| 9  | Lucas Sebastián Haedo (ARG) | Saxo Bank-Tinkoff Bank |    | m.t             |
| 10 | Manuel Belletti (ITA)       | AG2R La Mondiale       |    | m.t             |

|    | Coureur                  | Équipe                  |    | Temps            |
| -- | ------------------------ | ----------------------- | -- | ---------------- |
| 1  | Moreno Moser (ITA)       | Liquigas-Cannondale     | en | 30 h 15 min 49 s |
| 2  | Michał Kwiatkowski (POL) | Omega Pharma-Quick Step | +  | 5 s              |
| 3  | Sergio Henao (COL)       | Sky                     |    | 16 s             |
| 4  | Alexandr Kolobnev (RUS)  | Katusha                 |    | 25 s             |
| 5  | Linus Gerdemann (GER)    | RadioShack-Nissan       |    | 28 s             |
| 6  | Rinaldo Nocentini (ITA)  | AG2R La Mondiale        |    | 29 s             |
| 7  | Ion Izagirre (ESP)       | Euskaltel-Euskadi       |    | 29 s             |
| 8  | Tiago Machado (POR)      | RadioShack-Nissan       |    | 29 s             |
| 9  | Alexandre Geniez (FRA)   | Argos-Shimano           |    | 29 s             |
| 10 | Rigoberto Urán (COL)     | Sky                     |    | 29 s             |

## Classements finals

### Classement général
|    | Cycliste           | Pays      | Équipe                  |    | Temps            |
| -- | ------------------ | --------- | ----------------------- | -- | ---------------- |
| 1  | Moreno Moser       | Italie    | Liquigas-Cannondale     | en | 30 h 15 min 49 s |
| 2  | Michał Kwiatkowski | Pologne   | Omega Pharma-Quick Step | +  | 5 s              |
| 3  | Sergio Henao       | Colombie  | Sky                     |    | 16 s             |
| 4  | Alexandr Kolobnev  | Russie    | Katusha                 |    | 25 s             |
| 5  | Linus Gerdemann    | Allemagne | RadioShack-Nissan       |    | 28 s             |
| 6  | Rinaldo Nocentini  | Italie    | AG2R La Mondiale        |    | 29 s             |
| 7  | Ion Izagirre       | Espagne   | Euskaltel-Euskadi       |    | 29 s             |
| 8  | Tiago Machado      | Portugal  | RadioShack-Nissan       |    | 29 s             |
| 9  | Alexandre Geniez   | France    | Argos-Shimano           |    | 29 s             |
| 10 | Rigoberto Urán     | Colombie  | Sky                     |    | 29 s             |

### Classements annexes
|   | Cycliste           | Pays        | Équipe                  | Points |
| - | ------------------ | ----------- | ----------------------- | ------ |
| 1 | Ben Swift          | Royaume-Uni | Sky                     | 77     |
| 2 | Michał Kwiatkowski | Pologne     | Omega Pharma-Quick Step | 69     |
| 3 | Moreno Moser       | Italie      | Liquigas-Cannondale     | 52     |

|   | Cycliste           | Pays    | Équipe                      | Points |
| - | ------------------ | ------- | --------------------------- | ------ |
| 1 | Adrian Kurek       | Pologne | Utensilnord Named           | 11     |
| 2 | Łukasz Bodnar      | Pologne | Équipe nationale de Pologne | 9      |
| 3 | Michał Kwiatkowski | Pologne | Omega Pharma-Quick Step     | 7      |

|   | Cycliste             | Pays     | Équipe                      | Points |
| - | -------------------- | -------- | --------------------------- | ------ |
| 1 | Tomasz Marczyński    | Pologne  | Vacansoleil-DCM             | 85     |
| 2 | Daniel Teklehaimanot | Érythrée | Orica-GreenEDGE             | 46     |
| 3 | Bartosz Huzarski     | Pologne  | Équipe nationale de Pologne | 43     |

|   | Équipe            | Pays        |    | Temps            |
| - | ----------------- | ----------- | -- | ---------------- |
| 1 | Sky               | Royaume-Uni | en | 90 h 49 min 30 s |
| 2 | RadioShack-Nissan | Luxembourg  | +  | 4 s              |
| 3 | Movistar          | Espagne     |    | 1 min 25 s       |

### UCI World Tour
Ce Tour de Pologne attribue des points pour l'UCI World Tour 2012, seulement aux coureurs des équipes ayant un label ProTeam.
| Position           | 1er | 2e | 3e | 4e | 5e | 6e | 7e | 8e | 9e | 10e |
| Classement général | 100 | 80 | 70 | 60 | 50 | 40 | 30 | 20 | 10 | 4   |
| Par étape          | 6   | 4  | 2  | 1  | 1  |    |    |    |    |     |

| #  | Coureur            | Équipe                  | Points |
| -- | ------------------ | ----------------------- | ------ |
| 1  | Moreno Moser       | Liquigas-Cannondale     | 113    |
| 2  | Michał Kwiatkowski | Omega Pharma-Quick Step | 87     |
| 3  | Sergio Henao       | Sky                     | 74     |
| 4  | Alexandr Kolobnev  | Katusha                 | 60     |
| 5  | Linus Gerdemann    | RadioShack-Nissan       | 50     |
| 6  | Rinaldo Nocentini  | AG2R La Mondiale        | 40     |
| 7  | Ion Izagirre       | Euskaltel-Euskadi       | 30     |
| 8  | Tiago Machado      | RadioShack-Nissan       | 20     |
| 9  | Ben Swift          | Sky                     | 18     |
| 10 | Elia Viviani       | Liquigas-Cannondale     | 8      |

| Suite du classement (11-29) | Suite du classement (11-29) | Suite du classement (11-29) | Suite du classement (11-29) |
| --------------------------- | --------------------------- | --------------------------- | --------------------------- |
| 11                          | Aidis Kruopis               | Orica-GreenEDGE             | 6                           |
| 11                          | Zdeněk Štybar               | Omega Pharma-Quick Step     | 6                           |
| 13                          | Francesco Gavazzi           | Astana                      | 4                           |
| 13                          | Mathew Hayman               | Sky                         | 4                           |
| 13                          | Rigoberto Urán              | Sky                         | 4                           |
| 16                          | Lars Boom                   | Rabobank                    | 2                           |
| 16                          | Tom Boonen                  | Omega Pharma-Quick Step     | 2                           |
| 16                          | Theo Bos                    | Rabobank                    | 2                           |
| 16                          | Pim Ligthart                | Vacansoleil-DCM             | 2                           |
| 20                          | Daniele Bennati             | RadioShack-Nissan           | 1                           |
| 20                          | Jacopo Guarnieri            | Astana                      | 1                           |
| 20                          | Michael Matthews            | Rabobank                    | 1                           |
| 20                          | Manuele Mori                | Lampre-ISD                  | 1                           |
| 20                          | Przemysław Niemiec          | Lampre-ISD                  | 1                           |
| 20                          | Alexander Porsev            | Katusha                     | 1                           |
| 20                          | Greg Van Avermaet           | BMC Racing                  | 1                           |
| 20                          | Tosh Van der Sande          | Lotto-Belisol               | 1                           |
| 20                          | Giovanni Visconti           | Liquigas-Cannondale         | 1                           |
| 20                          | Fabian Wegmann              | Garmin-Sharp                | 1                           |

## Évolution des classements
| Étape              | Vainqueur          | Classement général | Classement par points | Classement des sprints intermédiaires | Classement de la montagne | Classement par équipes |
| ------------------ | ------------------ | ------------------ | --------------------- | ------------------------------------- | ------------------------- | ---------------------- |
| 1                  | Moreno Moser       | Moreno Moser       | Moreno Moser          | Sylvain Georges                       | Daniel Teklehaimanot      | Sky                    |
| 2                  | Ben Swift          | Moreno Moser       | Fabian Wegmann        | Łukasz Bodnar                         | Daniel Teklehaimanot      | Sky                    |
| 3                  | Zdeněk Štybar      | Moreno Moser       | Moreno Moser          | Łukasz Bodnar                         | Daniel Teklehaimanot      | Sky                    |
| 4                  | Aidis Kruopis      | Michał Kwiatkowski | Ben Swift             | Adrian Kurek                          | Daniel Teklehaimanot      | Sky                    |
| 5                  | Ben Swift          | Michał Kwiatkowski | Ben Swift             | Adrian Kurek                          | Daniel Teklehaimanot      | Sky                    |
| 6                  | Moreno Moser       | Moreno Moser       | Michał Kwiatkowski    | Adrian Kurek                          | Tomasz Marczyński         | Sky                    |
| 7                  | John Degenkolb     | Moreno Moser       | Ben Swift             | Adrian Kurek                          | Tomasz Marczyński         | Sky                    |
| Classements finals | Classements finals | Moreno Moser       | Ben Swift             | Adrian Kurek                          | Tomasz Marczyński         | Sky                    |